# Билли Оушен
Билли Оушен (англ. Billy Ocean) — сценическое имя англо-карибского музыканта Лесли Себастиана Чарльза (англ. Leslie Sebastian Charles, род. 21 января 1950 г.), который является одним из наиболее характерных представителей поп-музыки 1980-х.

## Биография

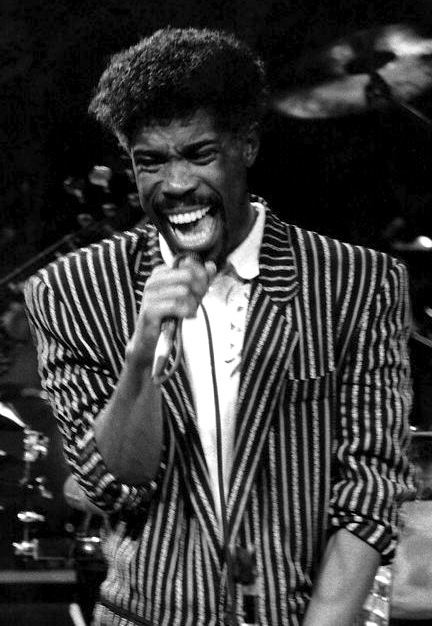

Чарльз родился на острове Тринидад, но вырос в Великобритании, где его дебютный альбом Billy Ocean стал хитом ещё в 1976 году. За пределами своей страны он стал известен благодаря каналу MTV, который раскручивал его как олицетворение «прогрессивной», построенной на синтезаторах танцевальной музыки середины 1980-х.
В 1984 г. его сингл «Caribbean Queen» отметился на вершинах хит-парадов почти всех стран мира, причём для некоторых регионов он адаптировал слова и перезаписал его под названиями «African Queen», «European Queen» и т. д. За эту работу музыканту была вручена премия «Грэмми» за лучший мужской вокал в категории ритм-энд-блюз.
В 1986 г. Оушен вернулся на вершины европейских чартов с песней «When the going gets tough, the tough get going», прозвучавшей в приключенческом фильме «Жемчужина Нила». 
За этим последовало ещё несколько хитов, последним из которых был танцевальный «Get Outta My Dreams, Get into My Car» (1988, 1-е место в США).
С конца 80-х популярность Оушена среди подростков стремительно пошла на убыль. Не помог исправить ситуацию и записанный в 1993 году с Ар Келли альбом Time to Move On. 

В 2002 году имя Оушена вновь промелькнуло в музыкальных новостях в связи с тем, что Вестминстерский университет присвоил подростковому кумиру восьмидесятых звание почётного доктора музыки.

## Дискография
Студийные альбомы
| Billy Ocean                                                                   | - Релиз: 1976 - Лейбл: GTO                  | — | —  | —  | —  | —  | —  | —  | —  | —  | —   |                                                        |
| City Limit                                                                    | - Релиз: 1980 - Лейбл: GTO                  | — | —  | —  | —  | —  | —  | —  | —  | —  | —   |                                                        |
| Nights (Feel Like Getting Down)                                               | - Релиз: 1981 - Лейбл: GTO / Epic           | — | —  | —  | —  | —  | —  | —  | —  | —  | 152 |                                                        |
| Inner Feelings                                                                | - Релиз: 1982 - Лейбл: Epic                 | — | —  | —  | —  | —  | —  | —  | —  | —  | —   |                                                        |
| Suddenly                                                                      | - Релиз: 12 сентября 1984 - Лейбл: Jive     | 9 | 13 | 14 | 10 | 43 | 23 | 35 | —  | —  | 9   | - UK: Золотой - CAN: 3× Платиновый - US: 2× Платиновый |
| Love Zone                                                                     | - Релиз: 1986 - Лейбл: Jive                 | 2 | 8  | 3  | 10 | 33 | 7  | 8  | 7  | 16 | 6   | - UK: Золотой - CAN: 2× Платиновый - US: 2× Платиновый |
| Tear Down These Walls                                                         | - Релиз: январь 1988 - Лейбл: Jive          | 3 | 13 | 8  | 24 | 17 | 18 | 7  | 14 | 10 | 18  | - UK: Золотой - CAN: Платиновый - US: Платиновый       |
| Time to Move On                                                               | - Релиз: март 1993 - Лейбл: Jive            | — | —  | —  | —  | —  | 81 | —  | —  | —  | —   |                                                        |
| Emotions in Motion                                                            | - Релиз: 2002 - Лейбл: Fama                 | — | —  | —  | —  | —  | —  | —  | —  | —  | —   |                                                        |
| Because I Love You                                                            | - Релиз: 2 февраля 2009 - Лейбл: Aqua Music | — | —  | —  | —  | —  | —  | —  | —  | —  | —   |                                                        |
| Here You Are                                                                  | - Релиз: 26 апреля 2013 - Лейбл: Aqua Music | — | —  | —  | —  | —  | —  | —  | —  | —  | —   |                                                        |
| «—» ставится, если альбом не попал в чарт или не был выпущен в данной стране. |                                             |   |    |    |    |    |    |    |    |    |     |                                                        |